# (2972) Niilo
(2972) Niilo ist ein Asteroid des Hauptgürtels, der am 7. Oktober 1939 von dem finnischen Astronomen Yrjö Väisälä in Turku entdeckt wurde.
Der Name des Asteroiden erinnert an den finnischen Schriftsteller Niilo Lauttamus (1924–1977).